# Phil Davis (lutador)
Phil Kwabina Davis (Harrisburg, 25 de setembro de 1984) é um lutador norte-americano de artes marciais mistas e wrestling, ex-campeão do peso meio-pesado do Bellator Fighting Championships. Davis é conhecido por ter uma grande vaidade e pelo short rosa que usa nas lutas, foi de onde se originou o apelido "Mr Wonderful". Davis é ex-lutador do UFC, onde era rankeado entre os 6 melhores de sua categoria.

## História
Phil Davis percebeu logo cedo seu talento para lutas, quando tinha 10 anos, precisava disputar duas cadeiras da mesa de jantar com outros 2 irmãos, e sempre vencia as brigas familiares.
A pobreza da infância serviu também como incentivo para Davis ascender na vida: “Preciso ter certeza que quando eu tiver filhos, eles vão ter cadeiras o suficiente para se sentar durante as refeições”, afirma o lutador.
Davis começou a lutar Wrestling quando estava na oitava série, e obteve um cartel de 112 vitórias e 17 derrotas.
Esportista nato, Davis também jogou tênis e praticou ciclismo.
Phil Davis é formado em Cinesiologia

## Carreira no Wrestling
- Divisão I NCAA All-American Pela Universidade Estadual da Pensilvânia (2005), (2006), (2007), (2008)[6]
- NCAA 89kg – Sétimo Lugar Pela Universidade Estadual da Pensilvânia (2005)[7]
- NCAA 89kg – Segundo Lugar Pela Universidade Estadual da Pensilvânia (2006)[7]
- NCAA 89kg – Quinto Lugar Pela Universidade Estadual da Pensilvânia (2007)[7]
- NCAA 89kg – Campeão Pela Universidade Estadual da Pensilvânia (2008)[7]

## Carreira no UFC
Davis assinou com o UFC em Dezembro de 2009
Davis fez sua primeira luta contra Brian Stann, em Fevereiro de 2009 e venceu por decisão unanime.
Davis deu a Alexander Gustafsson sua primeira derrota no UFC, em Abril de 2010. Phil venceu o sueco por submissão (anaconda)
Davis venceu Rodney Wallace em Agosto do mesmo ano, por decisão unânime. 
Em Novembro de 2010, Davis enfrentou Tim Boetsch e venceu por uma Kimura, o que lhe garantiu $80,000 pelo prêmio de Submissão da Noite, e Submissão do ano. 
Em Março de 2011, Davis venceu Antônio Rogério Nogueira, por decisão unanime.
Em Janeiro de 2012, Davis conheceu sua primeira e única derrota no UFC, perdendo do ex-campeão Rashad Evans, por decisão unanime. 
Em Agosto de 2012, Davis acabou acertando o olho de Wagner Prado, o que lhe rendeu uma luta sem resultados. Porém, em Outubro a luta foi remarcada, e Davis, após dominar amplamente Prado, o venceu por finalização (Anaconda) 
Em 27 de Abril de 2013, Davis venceu outro brasileiro: Vinny Magalhães, mais uma vez por decisão unanime. 
Em 3 de Agosto de 2013, Davis fez outra vitima brasileira, o ex-campeão Lyoto Machida. A luta foi bastante equilibrada, e Machida acertou golpes mais contundentes no americano, que conseguiu 2 takedowns. Apesar do equilíbrio, os juízes deram a vitória ao americano, por decisão unanime. 
Sentindo-se prejudicado pelos critérios adotados pelo UFC, Phil Davis reclamou sobre a falta de chances de disputar o cinturão:
| “ | Pode ser qualquer combinação de coisas que te dá uma chance de título. Aparentemente, enfrentar Roy Nelson e depois Pat Cummins te dá uma chance de título. Talvez não vencer ninguém no top 10 como o Glover fez te dá uma chance de título. Não faz muito sentido. Então, derrotar o desafiante número 1 não te dá uma chance de título. Neste ponto, eu não me importo de verdade. Acho que estou entre os melhores do mundo e vou continuar enfrentando quem quer que eles coloquem no cage - | ” |

Depois de quase 7 meses sem lutas marcadas, Davis foi marcado para enfrentar Anthony Johnson em seu retorno ao UFC. Johnson vinha de 6 vitórias consecutivas. A luta foi marcada para o UFC 172, no dia 26 de Abril de 2014 em Baltimore, Maryland. Davis perdeu por decisão unânime.
Davis lutou mais uma vez no Brasil, dessa vez contra o ex-desafiante Glover Teixeira em 25 de Outubro de 2014 no UFC 179 e venceu por decisão unânime.
Davis enfrentou Ryan Bader em 24 de Janeiro de 2015 no UFC on Fox: Gustafsson vs. Johnson e foi derrotado por decisão dividida, sendo essa a última luta de seu contrato com o  UFC.

## Bellator MMA
No dia 15 de Abril de 2015, Phil surpreendeu ao mostrar a assinatura de um novo contrato com o Bellator, pois o mesmo vinha desde Janeiro de 2015 sem vínculo com o UFC. De acordo com Davis, através de um comunicado oficial - "Mal posso esperar para fazer minha estreia no Bellator e acabar com quem aparecer na minha frente. Sou o melhor e mais dominante grappler da história do MMA e estou muito feliz por vir para cá e competir na minha nova casa".
No dia 19 de Setembro de 2015, Davis fez sua estréia no Bellator MMA contra o compatriota Emanuel Newton, valendo a semifinal do mini GP , e venceu por finalização ainda no primeiro round. Davis também enfrentou o francês Francis Carmont valendo a Final do GP, e venceu por nocaute no primeiro round.
No dia 14 de maio de 2016 venceu "King Mo" no bellator 154, por decisão unânime.

#### Cinturão dos meio-pesados do Bellator
No dia 4 de novembro de 2016, Davis dominou o então campeão Liam McGeary durante 5 rounds e conquistou o cinturão dos meio-pesados do Bellator Fighting Championships

### Feitos
- Phil Davis até a sua saída tinha a melhor defesa de golpes em pé da categoria Meio Pesados do UFC. Davis evitou 72% dos golpes desferidos contra ele. [4]

- Submissão da Noite vs Tim Boetsch em 20 de Novembro, 2010

- Submissão do Ano (2010) vs Tim Boetsch em 20 de Novembro, 2010[21]

- Campeão de Wrestling Pela Universidade do Estado da Pennsylvania (2008) - Categoria 89kg[22]

- Campeão do GP dos meio-pesados do Bellator-Dynamyte [23]

- Campeão linear dos meio-pesados do Bellator. (1 vez)

## Cartel no MMA
| Cartel no MMA   |             |            |
| 24 lutas        | 18 vitórias | 5 derrotas |
| Por nocaute     | 3           | 0          |
| Por finalização | 5           | 0          |
| Por decisão     | 10          | 5          |
| No contest      | 1           | 1          |

| Res.    | Cartel   | Oponente                 | Método                                 | Evento                              | Data       | Round | Tempo | Local                         | Notas                                                                      |
| ------- | -------- | ------------------------ | -------------------------------------- | ----------------------------------- | ---------- | ----- | ----- | ----------------------------- | -------------------------------------------------------------------------- |
| Vitória | 23-6 (1) | Yoel Romero              | Decisão (dividida)                     | Bellator 266: Davis vs. Romero      | 18/09/2021 | 3     | 5:00  | San Jose, California          |                                                                            |
| Derrota | 22-6 (1) | Vadim Nemkov             | Decisão (unânime)                      | Bellator 257: Nemkov vs. Davis 2    | 16/04/2021 | 5     | 5:00  | Uncasville, Connecticut       | Pelo Cinturão Meio Pesado do Bellator.                                     |
| Vitória | 22-5 (1) | Lyoto Machida            | Decisão (dividida)                     | Bellator 245: Davis vs. Machida 2   | 11/09/2020 | 3     | 5:00  | Uncasville, Connecticut       |                                                                            |
| Vitória | 21-5 (1) | Karl Albrektsson         | Nocaute Técnico (socos)                | Bellator 231: Mir vs. Nelson 2      | 25/10/2019 | 3     | 3:06  | Uncasville, Connecticut       |                                                                            |
| Vitória | 20-5 (1) | Liam McGeary             | Nocaute Técnico (lesão)                | Bellator 220: MacDonald vs. Fitch   | 27/04/2019 | 3     | 4:11  | São José, California          |                                                                            |
| Derrota | 19-5 (1) | Vadim Nekmov             | Decisão (dividida)                     | Bellator 209: Pitbull vs. Sanchez   | 15/11/2018 | 5     | 5:00  | Tel Aviv                      |                                                                            |
| Vitória | 19-4 (1) | Linton Vassell           | Nocaute (chute na cabeça)              | Bellator 200: Carvalho vs. Mousasi  | 25/05/2018 | 3     | 1:05  | Londres                       |                                                                            |
| Vitória | 18-4 (1) | Leonardo Leite           | Decisão (unânime)                      | Bellator 186: Bader vs. Vassell     | 03/11/2017 | 3     | 5:00  | University Park, Pennsylvania |                                                                            |
| Derrota | 17-4 (1) | Ryan Bader               | Decisão (dividida)                     | Bellator NYC: Sonnen vs. Silva      | 24/06/2017 | 5     | 5:00  | Nova Iorque                   | Perdeu o Cinturão Meio Pesado do Bellator.                                 |
| Vitória | 17-3 (1) | Liam McGeary             | Decisão (unânime)                      | Bellator 163                        | 04/11/2016 | 5     | 5:00  | Uncasville, Connecticut       | Ganhou o Cinturão Meio Pesado do Bellator.                                 |
| Vitória | 16-3 (1) | Muhammed Lawal           | Decisão (unânime)                      | Bellator 154                        | 14/05/2016 | 3     | 5:00  | San Jose, Califórnia          |                                                                            |
| Vitória | 15-3 (1) | Francis Carmont          | Nocaute (socos)                        | Bellator 142 - Dynamite             | 19/09/2015 | 1     | 2:30  | San Jose, California          | Final do Grande Prix dos Meio Pesados.                                     |
| Vitória | 14-3 (1) | Emanuel Newton           | Finalização (kimura)                   | Bellator 142 - Dynamite             | 19/09/2015 | 1     | 4:39  | San Jose, California          | Estreia no Bellator; Semifinal do Grand Prix dos Meio Pesados.             |
| Derrota | 13-3 (1) | Ryan Bader               | Decisão (dividida)                     | UFC on Fox: Gustafsson vs. Johnson  | 24/01/2015 | 3     | 5:00  | Estocolmo                     |                                                                            |
| Vitória | 13-2 (1) | Glover Teixeira          | Decisão (unânime)                      | UFC 179: Aldo vs. Mendes            | 25/10/2014 | 3     | 5:00  | Rio de Janeiro                |                                                                            |
| Derrota | 12-2 (1) | Anthony Johnson          | Decisão (unânime)                      | UFC 172: Jones vs. Teixeira         | 26/04/2014 | 3     | 5:00  | Baltimore, Maryland           |                                                                            |
| Vitória | 12-1 (1) | Lyoto Machida            | Decisão (unânime)                      | UFC 163: Aldo vs. Jung              | 03/08/2013 | 3     | 5:00  | Rio de Janeiro                |                                                                            |
| Vitória | 11-1 (1) | Vinny Magalhães          | Decisão (unânime)                      | UFC 159: Jones vs. Sonnen           | 27/04/2013 | 3     | 5:00  | Newark, New Jersey            |                                                                            |
| Vitória | 10-1 (1) | Wagner Prado             | Finalização (estrangulamento anaconda) | UFC 153: Silva vs. Bonnar           | 13/10/2012 | 2     | 4:29  | Rio de Janeiro                |                                                                            |
| NC      | 9-1 (1)  | Wagner Prado             | Sem Resultado                          | UFC on Fox: Shogun vs. Vera         | 04/08/2012 | 1     | 1:28  | Los Angeles, California       | Davis acertou acidentalmente o dedo no olho de Wagner e a luta foi parada. |
| Derrota | 9-1      | Rashad Evans             | Decisão (unânime)                      | UFC on Fox: Evans vs. Davis         | 28/01/2012 | 5     | 5:00  | Chicago, Illinois             |                                                                            |
| Vitória | 9-0      | Antônio Rogério Nogueira | Decisão (unânime)                      | UFC Fight Night: Nogueira vs. Davis | 26/03/2011 | 3     | 5:00  | Seattle, Washington           |                                                                            |
| Vitória | 8-0      | Tim Boetsch              | Finalização (mr. wonderful)            | UFC 123: Rampage vs. Machida        | 20/11/2010 | 2     | 2:55  | Auburn Hills, Michigan        | Finalização da Noite.                                                      |
| Vitória | 7-0      | Rodney Wallace           | Decisão (unânime)                      | UFC 117: Silva vs. Sonnen           | 07/08/2010 | 3     | 5:00  | Oakland, California           |                                                                            |
| Vitória | 6-0      | Alexander Gustafsson     | Finalização (estrangulamento anaconda) | UFC 112: Invincible                 | 10/04/2010 | 1     | 4:55  | Abu Dhabi                     |                                                                            |
| Vitória | 5-0      | Brian Stann              | Decisão (unânime)                      | UFC 109: Relentless                 | 06/02/2010 | 3     | 5:00  | Las Vegas, Nevada             | Estréia no UFC.                                                            |
| Vitória | 4-0      | David Baggett            | Finalização (mata leão)                | UCFC - Rumble on the Rivers         | 27/06/2009 | 1     | 3:37  | Pittsburgh, Pennsylvania      |                                                                            |
| Vitória | 3-0      | Terry Cohens             | Nocaute Técnico (socos)                | UWC 6 - Capital Punishment          | 25/04/2009 | 1     | 4:29  | Fairfax, Virginia             |                                                                            |
| Vitória | 2-0      | Josh Green               | Nocaute Técnico (socos)                | PFC 12: High Stakes                 | 22/01/2009 | 1     | 1:49  | Lemoore, California           |                                                                            |
| Vitória | 1-0      | Brett Chism              | Nocaute (soco)                         | No Boundary - The Awakening         | 11/10/2008 | 1     | 0:36  | Plymouth, Massachusetts       |                                                                            |